# KBC UNIE
株式会社KBC UNIE（ケイビーシーユニエ）は、福岡県の認定放送持株会社であるKBCグループホールディングスのグループ会社。

## 概要
KBCグループ会社の中でも歴史は古く、ラジオ放送を久留米市で開始してから10周年にあたる1964年に設立された。
現在は、イベントプロデュース、広告、KBCシネマ１・２の運営、人材派遣など、業務はプロモーション全般にわたる。
また、ラジオカー「アイタカー（旧：ひまわり号）」のドライバーキャスターも所属はKBC UNIEで、採用はKBC UNIEがKBCと共同で行う。
2023年4月1日をもって、会社名を「株式会社ケービーシーメディア」から「株式会社KBC UNIE」に変更した。この社名には、「地域と人に寄り添い、パートナーとして成長し進化していくことができる総合プロデューサー集団を目指すという誓いを胸に」という思いが込められている。それと共に、これまで行ってきたラジオ番組制作事業をKBC MoooV（旧・ケイ・ビー・シー映像）に移管した。

## KBCユニエのアナウンサーが担当する主な番組
- テレビニュース（平日深夜、土日日中）
- ラジオKBC朝日新聞ニュース（随時）

## 主要関係人物
- 長谷川弘志（元KBCアナウンサー。社長も務めた）
- 岸川均（ラジオ制作者、元顧問。2006年死去）
- 園田哲也（元KBCアナウンサー。KBCラジオ局長等を歴任後、2018年より同社社長を務めた）
- 浜田しのぶ（元KBCアナウンサー。KBCを退社したが、同社所属で現場復帰）